# Trương Dịch
Trương Dịch (張掖) là một địa cấp thị thuộc tỉnh Cam Túc, Cộng hòa Nhân dân Trung Hoa.

## Địa lý
Địa cấp thị Trương Dịch ở phía tây tỉnh Cam Túc. Phía tây tiếp giáp hai địa cấp thị cùng tỉnh là Tửu Tuyền và Gia Dục Quan. Phía đông tiếp giáp hai địa cấp thị Kim Xương và Vũ Uy. Phía bắc là Nội Mông Cổ còn phía nam là tỉnh Thanh Hải.

## Các đơn vị hành chính
Địa cấp thị Trương Dịch có các đơn vị cấp huyện sau:
- Quận Cam Châu (甘州)
- Huyện Dân Nhạc (民樂)
- Huyện Lâm Trạch (臨澤)
- Huyện Cao Đài (高臺)
- Huyện Sơn Đan (山丹)
- Huyện tự trị dân tộc Dụ Cố Túc Nam (肅南裕固族自治縣)

| Bản đồ | Bản đồ                             | Bản đồ           | Bản đồ                 | Bản đồ        | Bản đồ          | Bản đồ        |
| ------ | ---------------------------------- | ---------------- | ---------------------- | ------------- | --------------- | ------------- |
|        |                                    |                  |                        |               |                 |               |
| #      | Tên                                | Tiếng Trung      | Bính âm                | Dân số (2010) | Diện tích (km²) | Mật độ (/km²) |
| 1      | Quận Cam Châu                      | 甘州区           | Gānzhōu Qū             | 507.433       | 4.240           | 120           |
| 2      | Huyện Dân Nhạc                     | 民乐县           | Mínlè Xiàn             | 219.356       | 3.687           | 59            |
| 3      | Huyện Lâm Trạch                    | 临泽县           | Línzé Xiàn             | 134.328       | 2.777           | 48            |
| 4      | Huyện Cao Đài                      | 高台县           | Gāotái Xiàn            | 143.446       | 4.312           | 33            |
| 5      | Huyện Sơn Đan                      | 山丹县           | Shāndān Xiàn           | 161.299       | 5.402           | 30            |
| 6      | Huyện tự trị Dân tộc Dụ Cố Túc Nam | 肃南裕固族自治县 | Sùnán Yùgùzú Zìzhìxiàn | 33.653        | 20.456          | 2             |